# جيمس ويليام جيبسون
جيمس ويليام جيبسون هو سياسي كندي، ولد في 1888، وتوفي في 28 يناير 1965. انتخب عضو المجلس التشريعي من ساسكاتشوان.